# Caridina shenoyi
Caridina shenoyi is een garnalensoort uit de familie van de Atyidae. De wetenschappelijke naam van de soort is voor het eerst geldig gepubliceerd in 1984 door Jalihal & Sankolli in Jalihal, Shenoy & Sankolli.